# Thermische Wellenlänge
Die thermische Wellenlänge oder thermische De-Broglie-Wellenlänge ist die mittlere De-Broglie-Wellenlänge eines Teilchens zu einer bestimmten Temperatur. Die thermische Wellenlänge charakterisiert die räumliche „Ausdehnung“ eines Teilchens und stellt das Bindeglied zwischen klassischer und Quantenstatistik dar.

## Definition
Einem Teilchen kann nach dem Welle-Teilchen-Dualismus eine Wellenlänge von
{\displaystyle \lambda ={\frac {h}{p}}}
mit
- Planck-Konstante {\displaystyle h=2\pi \hbar }
- relativistischer Impuls {\displaystyle p}

zugeordnet werden.
Für die Energie des Teilchens wird
{\displaystyle E=\pi \cdot k_{\mathrm {B} }\cdot T={\frac {p^{2}}{2\cdot m}}}
angenommen, mit
- Boltzmann-Konstante {\displaystyle k_{\mathrm {B} }}
- absolute Temperatur {\displaystyle T}
- Der Faktor {\displaystyle \pi } stammt aus der Zustandssumme, er erscheint dort in gleicher Potenz wie die thermische Energie {\displaystyle k_{\mathrm {B} }T} und wird deswegen als Energievorfaktor übernommen.

Es ergibt sich die thermische Wellenlänge
{\displaystyle \Rightarrow \lambda ={\frac {h}{\sqrt {2\pi \cdot m\cdot k_{\mathrm {B} }\cdot T}}}=\hbar {\sqrt {\frac {2\pi }{m\cdot k_{\mathrm {B} }\cdot T}}}}
mit der Masse {\displaystyle m} des Teilchens.

### Motivation
Zur Motivation der obigen Definition betrachtet man den Wellenvektor {\displaystyle {\vec {k}}}, der in einem statistischen Ensemble gegeben ist durch
{\displaystyle {\begin{aligned}k&={\frac {1}{\hbar }}\int _{-\infty }^{+\infty }\mathrm {d} p\;\exp \left(-\beta \,{\frac {p^{2}}{2m}}\right)\\&={\frac {1}{\hbar }}{\sqrt {\frac {2\pi m}{\beta }}}\\&={\frac {2\pi }{h}}{\sqrt {2\pi mk_{\mathrm {B} }T}}\end{aligned}}}
mit der Energienormierung {\displaystyle \beta :=(k_{\mathrm {B} }T)^{-1}.}
Für den Betrag {\displaystyle k} des Wellenvektors (Kreiswellenzahl) gilt außerdem: {\displaystyle k={\frac {2\pi }{\lambda }}.}

## Beispiele
Einige Beispiele der thermischen de Broglie Wellenlänge bei 298 K.
| Teilchen | {\displaystyle m} (kg) | {\displaystyle \lambda _{\mathrm {th} }} (m) |
| -------- | ---------------------- | -------------------------------------------- |
| H2       | 3.3474e-27             | 7.1228e-11                                   |
| N2       | 4.6518e-26             | 1.9108e-11                                   |
| O2       | 5.3135e-26             | 1.7878e-11                                   |
| F2       | 6.3094e-26             | 1.6410e-11                                   |
| Cl2      | 1.1614e-25             | 1.2093e-11                                   |
| HCl      | 5.9741e-26             | 1.6859e-11                                   |

## Bedeutung
Die thermische Wellenlänge stellt ein einfaches Mittel zur Abschätzung der Quantennatur eines Systems dar. 
Quanteneffekte fangen an eine Rolle zu spielen, wenn die thermische Wellenlänge mit anderen charakteristischen Längen des Systems vergleichbar wird – wie der mittleren freien Weglänge der Teilchen oder dem mittleren Teilchenabstand {\displaystyle n^{(-1/3)}}, wobei {\displaystyle n} die Teilchenzahldichte ist. Im Falle eines scharfen Phasenübergangs zwischen klassischem und Quantensystem nennt man die Temperatur am Übergang auch Sprungtemperatur. 
Wie man aus obiger Definition unmittelbar ablesen kann, nimmt die Wellenlänge bei sinkender Temperatur zu. Die mittlere freie Weglänge nimmt bei steigendem Druck ab. Folglich verhält sich ein Gas bei tiefen Temperaturen oder hohen Drücken nicht mehr klassisch. Aus derartigen Überlegungen folgert man beispielsweise, dass weiße Zwerge aufgrund der extrem hohen Drücke im Innern durch Quanteneffekte stabilisiert werden.
Bose-Einstein-Kondensate können entstehen, wenn die thermische Wellenlänge in dem Bereich des Abstands zweier Atome liegt. Daher müssen zur Erzeugung solcher Kondensate die Materialien auf extrem niedrige Temperaturen gebracht werden.